# East Hartford
East Hartford é uma Região censo-designada localizada no estado americano de Connecticut, no Condado de Hartford.

## Demografia
Segundo o censo americano de 2000, a sua população era de 49.575 habitantes.

## Geografia
De acordo com o United States Census Bureau tem uma área de
48,7 km², dos quais 46,7 km² cobertos por terra e 2,0 km² cobertos por água.

## Localidades na vizinhança
O diagrama seguinte representa as localidades num raio de 16 km ao redor de East Hartford.